# Праздники Афганистана
Праздники в Афганистане — дни, в который в Афганистане по традиции (например, религиозной) принято радостно проводить время, устраивать церемонии, торжества.

## Религиозные праздники
Религиозные праздники в Афганистане, как правило, отмечаются по лунному календарю. Наиболее важный праздник в стране — Навруз, или Новый год, который приходится на день весеннего равноденствия, то есть 21 или 22 марта. 

Другие религиозные праздники и годовщины (у мусульман):
- Рамазан (Рамадан) (тридцатидневный мусульманский пост),
- Ид аль-фитр (окончание поста, праздник разговения),
- Ид аль-адха (жертвоприношение, окончание паломничества в Мекку хаджа),
- Маулид-ан Наби (Маулид, день рождения Пророка),
- шиитский траур «Ашура» (день поминовения имама Хусейна).

В начале мая индуисты страны отмечают Весак (Байсак, первый день индуистского Нового года).

## Национальные и общегосударственные праздники
Общегосударственные и светские праздники имеют фиксированную дату.
Национальные праздники:
- День исламской революции (День победы в джихаде) — 28 апреля, 8-го числа афганского месяца Саур 1992 года[1][2][3];
- День поминовения мучеников — 4 мая;
- День независимости Афганистана — 19 августа. В честь независимости от Великобритании в 1919 году.